# Центральный вокзал Реджо-ди-Калабрии
Центральный вокзал Реджо-ди-Калабрия — главный железнодорожный вокзал города Реджо-ди-Калабрия и самая большая по пассажиропотоку станция в Калабрии. Важный транспортный узел и отправная точка линии Баттипалья-Реджо-ди-Калабрия. Принадлежит государственной компании Ferrovie dello Stato Italiane.

## История
После объединения Италии была начата программа строительства железных дорог в Калабрии, реализация проекта была поручена компании Società Vittorio Emanuele.
3 июня 1966 года построен первый участок Ионической железной дороги протяженностью 16,4 км.
15 ноября 1875 года установлено железнодорожное сообщение с городом Таранто.
15 марта 1981 года открыто сообщение с портом Реджо-Ди-Калабрии, которое было закрыто в 2011 году.
Землетрясение 1908 года очень сильно повредило вокзал. В 1930 году на месте старого вокзала был построен совершенно новый, спроектированный известным архитектором Анджоло Маццони.
В 1939 году линия Неаполь — Реджо-ди-Калабрия была электрифицирована.
15 июля 1970 года большая группа молодых людей подняла на вокзале бунт против назначения Катандзаро столицей Калабрии, которое позже вылилось в восстание.

## Архитектура
Архитектура вокзала выполнена в линейном, минималистичном стиле. Внутри здания широко используется облицовка из темного лавового камня. В зале где находится вид на площадь Джузеппе Гирабирди находится керамический барельеф скульптора Микеле ди Рако, изображающий фата-моргану.

## Транспорт,
Станцию обслуживают поезда InterCity, Frecciargento, Frecciarossa (ит.) и Italo (ит.).
| Тип поезда                  | Вид           | Модели                                  |
| --------------------------- | ------------- | --------------------------------------- |
| InterCity                   | Локомотивы    | E.401 (ит.), E.402B (ит.) и E.403 (ит.) |
| Frecciargento, Frecciarossa | Электропоезда | ETR.1000 (ит.), ETR.500 и ETR 485       |
| Italo                       | Электропоезда | ETR.675                                 |
| Региональные                | Локомотивы    | E.464                                   |